# 山田幸司
山田 幸司（やまだ こうじ、1969年（昭和44年）1月23日 - 2009年（平成21年）11月20日）は、日本の建築家、建築批評家、建築活動家。

## 概要
建築家石井和紘に師事。日本人建築家の中では数少ないハイテク派で、建築批評家の五十嵐太郎は、山田の独特の建築スタイルをダイハード・ポストモダンと称している。五十嵐太郎、南泰裕、松田達とともに、コアメンバーとして建築系ラジオを主宰していた。特にVectorWorkによる三次元CADの第一人者としても知られていた。不慮の事故により急逝。享年40。

## 略歴
- 1969年 - 愛知県西尾市生まれ
- 1991年 - 愛知工業大学工学部建築工学科卒業
- 1991年 - 石井和紘建築研究所入所
- 1998年 - 山田幸司建築都市研究所設立
- 2007年 - 大同工業大学（現大同大学）工学部建築学科客員准教授
- 2007年 - 大同工業大学（現大同大学）工学部建築学科准教授
- 2009年 - 11月20日永眠。

## 受賞歴
- SD Review1998新人賞
- 碧南市都市景観賞
- すまいる愛知建築賞
- 日本建築学会作品選
- グッドデザイン賞2004
- 日本建築家協会優秀建築選2005

## 主な作品

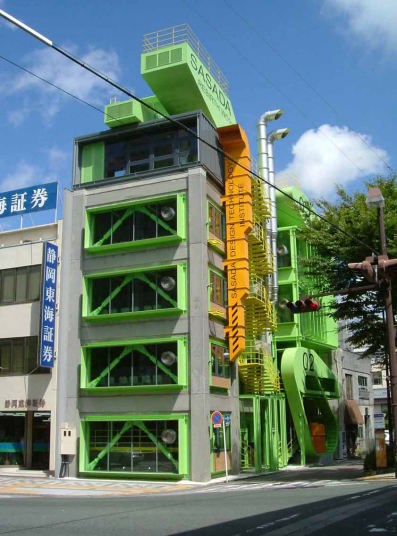
笹田学園田町校舎

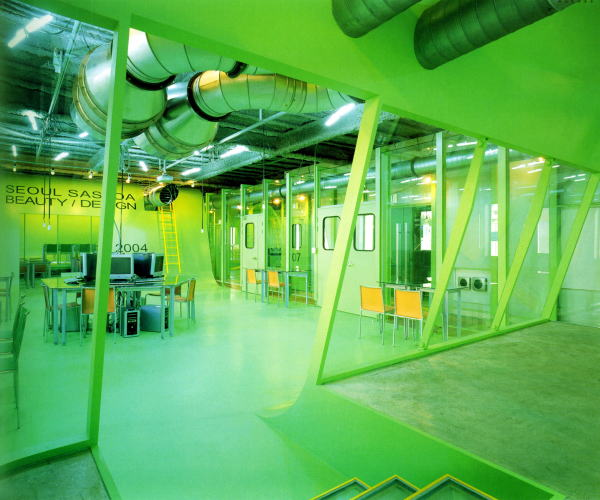
韓国ソウルSSIデザイン学院

- フォアタワー
- 角谷邸（Y邸）
- 笹田学園田町校舎
- 韓国ソウルSSI学院（54メートルの帯）

## 著書
- おさえておきたいプロの鉄則 建築CAD（秀和システム）
- VectorWorks 2008建築CAD ベーシックマスター（秀和システム）
- Google SketchUp スタンダードガイド（秀和システム）
- 山田幸司作品集　ダイハード・ポストモダンとしての建築（五十嵐太郎研究室 編）